# Vasmegyer, Szabolcs-Szatmár-Bereg
Vasmegyer  este un sat în districtul Kemecse, județul Szabolcs-Szatmár-Bereg, Ungaria, având o populație de 1.717 locuitori (2011). 

## Demografie
Componența etnică a satului Vasmegyer
     Maghiari (86,89%)
     Romi (13,11%)
Componența confesională a satului Vasmegyer
     Reformați (47,58%)
     Romano-catolici (15,84%)
     Greco-catolici (7,69%)
     Fără religie (7,16%)
     Necunoscută (21,55%)
     Luterani (0,17%)
     Alte religii (0,76%)
Conform recensământului din 2011, satul Vasmegyer avea 1.717 locuitori. Din punct de vedere etnic, majoritatea locuitorilor (86,89%) erau maghiari, cu o minoritate de romi (13,11%). Nu există o religie majoritară, locuitorii fiind reformați (47,58%), romano-catolici (15,84%), greco-catolici (7,69%) și persoane fără religie (7,16%). Pentru 21,55% din locuitori nu este cunoscută apartenența confesională.